# WWWF United States Championship
El WWWF United States Championship fue un campeonato de lucha libre profesional en la empresa World Wide Wrestling Federation desde 1963 hasta 1976. Este campeonato no tiene conexión con el actual WWE United States Championship. El nombre completo de este campeonato, como se podía leer en la réplica, era World Wide Wrestling Federation United States Heavyweight Championship.

## Campeones
El Campeonato de los Estados Unidos de la WWWF fue el segundo campeonato en ser abandonado por la entonces World Wide Wrestling Federation (WWWF) en 1976. El campeón inaugural fue 	Bobo Brazil, dejando 5 distintos campeones oficiales, repartidos en 13 reinados en total. Además, el título quedó vacante en dos ocasiones, una de ellas por la razón que Pedro Morales, ganó el Campeonato Mundial.

### Lista de campeones
|    | Luchador      | N.º | Fecha                    | Días | Show o evento | Notas y referencias                                                                       |
| -- | ------------- | --- | ------------------------ | ---- | ------------- | ----------------------------------------------------------------------------------------- |
| 1  | Bobo Brazil   | 1   | 6 de abril de 1963       | 63   | House show    | Bobo Brazil es reconocido como el primer campeón.                                         |
| 2  | Johnny Barend | 1   | 8 de junio de 1963       | 31   | House show    |                                                                                           |
| 3  | Bobo Brazil   | 2   | 9 de julio de 1963       | 64   | House show    |                                                                                           |
| 4  | Johnny Barend | 2   | 11 de septiembre de 1963 | 41   | House show    |                                                                                           |
| 5  | Bobo Brazil   | 3   | 22 de octubre de 1963    | 1335 | House show    |                                                                                           |
| 6  | Ray Stevens   | 1   | 18 de junio de 1967      | 67   | House show    |                                                                                           |
| 7  | Bobo Brazil   | 4   | 24 de agosto de 1967     | 29   | House show    |                                                                                           |
| 8  | The Sheik     | 1   | 22 de septiembre de 1967 | 429  | House show    |                                                                                           |
| 9  | Bobo Brazil   | 5   | 24 de noviembre de 1968  | 57   | House show    |                                                                                           |
| 10 | The Sheik     | 2   | 20 de enero de 1969      | 21   | House show    |                                                                                           |
| 11 | Bobo Brazil   | 6   | 10 de febrero de 1969    | 687  | House show    |                                                                                           |
| —  | Vacante       | —   | 29 de diciembre de 1970  |      |               |                                                                                           |
| 12 | Pedro Morales | 1   | 7 de enero de 1971       | 32   | House show    | Derrotó a Freddie Blassie en la final de un torneo.                                       |
| —  | Vacante       | —   | 8 de febrero de 1971     |      |               | Pedro Morales dejó vacante el título luego de haber ganado el WWWF Championship.          |
| 13 | Bobo Brazil   | 7   | 19 de febrero de 1971    | 1837 | House show    | Brazil fue premiado con el título por la WWWF.                                            |
| —  | Abandonado    | —   | 1 de marzo de 1976       |      |               | Brazil fue el último campeón luego que la WWF abandonara el título el 1 de marzo de 1976. |

### Total de días con el título
| N.º | Campeones     | Reinados | Total de días |
| --- | ------------- | -------- | ------------- |
| 1   | Bobo Brazil   | 7        | 4072          |
| 2   | Ed Farhat     | 2        | 450           |
| 3   | Johnny Barend | 2        | 72            |
| 4   | Ray Stevens   | 1        | 67            |
| 5   | Pedro Morales | 1        | 32            |

### Mayor cantidad de reinados
| Reinados | Luchador                  |
| -------- | ------------------------- |
| 7 veces  | Bobo Brazil               |
| 2 veces  | Johnny Barend y Ed Farhat |